# Лотоси
Лотоси (лат. Nelumbonaceae), је породица водених дикотиледоних скривеносеменица, која обухвата један живући род, а то је род лотос (лат. Nelumbo) са две врсте и неколико изумрлих родова. Врсте ове фамилије имају велику улогу за човека као веома декоративне биљке.